# Трушень
Трушень (рум. Trușeni) — село в складі муніципію Кишинів в Молдові. Входить до складу сектора Буюкань. Адміністративний центр однойменної комуни, до складу якої також входить село Думбрава.

## Відомі особистості
В поселенні народився:
- Кодряну Марія Петрівна (* 1949) — молдавська співачка.